# Postal
Burgstall (Postal) (tiếng Đức: Burgstall) là một đô thị ở tỉnh Nam Tirol, vùng Trentino-Nam Tirol. Tại thời điểm ngày 31 tháng 12 năm 2004, đô thị này có dân số 1.585 người và diện tích là 6,7 km².
Burgstall-Postal giáp các đô thị: Gargazzone, Lana, Merano, Meltina, và Verano.